# Татаринов, Леонид Петрович
Леони́д Петро́вич Тата́ринов (12 ноября 1926, Тула — 24 августа 2011, Москва) — советский и российский палеонтолог. Доктор биологических наук, академик АН СССР (1981), советник Российской академии наук, почётный член Герпетологического общества имени А. М. Никольского.

## Биография
По окончании 10 классов (по другим сведениям — 9) был призван в армию
В 1949 году окончил биологический факультет МГУ. Кандидат биологических наук (1953, диссертация «О роли условий жизни в филогенезе земноводных»); доктор биологических наук (1970, диссертация в 3 томах «Проблемы эволюции териодонтов»).
26 ноября 1974 года избран членом-корреспондентом АН СССР по Отделению общей биологии, с 29 декабря 1981 года — действительный член АН СССР.
Скончался 24 августа 2011 года в Москве. Похоронен на Троекуровском кладбище. 

## Научные интересы
Изучал сравнительную анатомию позвоночных, филогению тетрапод, общие проблемы эволюции. Автор концепции маммализации териодонтов.

## Основные работы
- Териодонты СССР. М., 1974;
- Морфологическая эволюция териодонтов и общие вопросы филогенетики. М., 1976;
- Очерки по теории эволюции. М., 1987;
- Очерки по эволюции рептилий. М., 2006–2009. [Т. 1–2].

## Награды и премии
- орден «Знак Почёта» (1975)[9]
- орден Трудового Красного Знамени (1986)[9]
- орден Полярной звезды (Монголия) (1982)[9]
- орден «За заслуги перед Отечеством» IV степени (1999)[10]
- медаль «Дружба» (Монголия, 1977)[9]
- Знак Чести в серебре (Германия, 1985)[9]
- Государственная премия СССР (1978)